# Partido Șor
El Partido Șor (en rumano: Partidul Șor), anteriormente conocido como Movimiento Socio-Político Republicano Igualdad (en rumano: Mișcare Social-Politică Republicană Egalitate), fue un partido político populista en Moldavia.
El 8 de noviembre de 2022, el gobierno de Moldavia solicitó al Tribunal Constitucional que iniciara procedimientos para la prohibición del partido, debido a que supuestamente promovió los intereses de un estado extranjero (Rusia) y perjudicó la independencia y la soberanía del país.
Fue ilegalizado por el Tribunal Constitucional de Moldavia en junio de 2023.

## Ideología
La ideología del partido se basaba en el conservadurismo social, la identidad moldava y el apoyo para establecer un estado de bienestar. El programa de 2019 del partido introdujo puntos tales como:
- Atención sanitaria universal gratuita;
- Educación gratuita incluyendo educación superior;
- Aumentar el tamaño y el alcance de los beneficios por incapacidad, los beneficios de maternidad y las pensiones de jubilación;
- La creación de fincas colectivas modernizadas para trabajar junto al sector privado;
- Intervención activa del estado en los ámbitos de infraestructura, transporte, energía, comunicaciones, vivienda, productos farmacéuticos, etc.
- La estatización de empresas energéticas extranjeras;
- Restablecer la pena de muerte y abordar los problemas socioeconómicos subyacentes que pueden causar el crimen;
- Defender la independencia de Moldavia y la neutralidad militar.

## Resultados electorales
| Año de elección | Votos           | Porcentaje      | Escaños         | Variación       | Posición           |
| --------------- | --------------- | --------------- | --------------- | --------------- | ------------------ |
| 2001            | 7.023           | 0,44%           | 0/101           |                 | Extraparlamentario |
| 2005            | 44.192          | 2,83%           | 0/101           |                 | Extraparlamentario |
| Abr. 2009       | No se presentó. | No se presentó. | No se presentó. | No se presentó. | No se presentó.    |
| Jul. 2009       | No se presentó. | No se presentó. | No se presentó. | No se presentó. | No se presentó.    |
| 2010            | 1.781           | 0,10%           | 0/101           |                 | Extraparlamentario |
| 2014            | No se presentó. | No se presentó. | No se presentó. | No se presentó. | No se presentó.    |
| 2019            | 117.779         | 8,32%           | 7/101           |                 | Oposición          |
| 2021            | 84.185          | 5,74%           | 6/101           | 1               | Oposición          |